# ویگو مادسن
ویگو مادسن (دانمارکی: Vigo Madsen; ۱۳ نوامبر ۱۸۸۹ – ۱۷ ژوئن ۱۹۷۹) ژیمناست هنری اهل دانمارک بود.